# 창상
창상(創傷, wound)은 몸에 상처를 입는 일, 곧 피부가 찢기거나 떨어져나가거나 구멍이 나면서 일어나는 상해의 하나이다. 진피에 해가 되는 상해를 가리키기도 한다.

## 사진첩

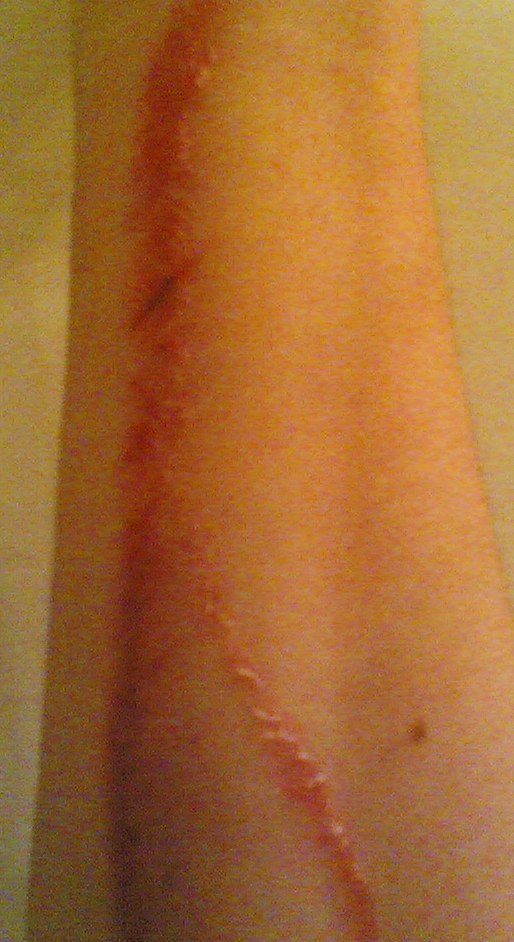
상처 부위가 개방된 모습
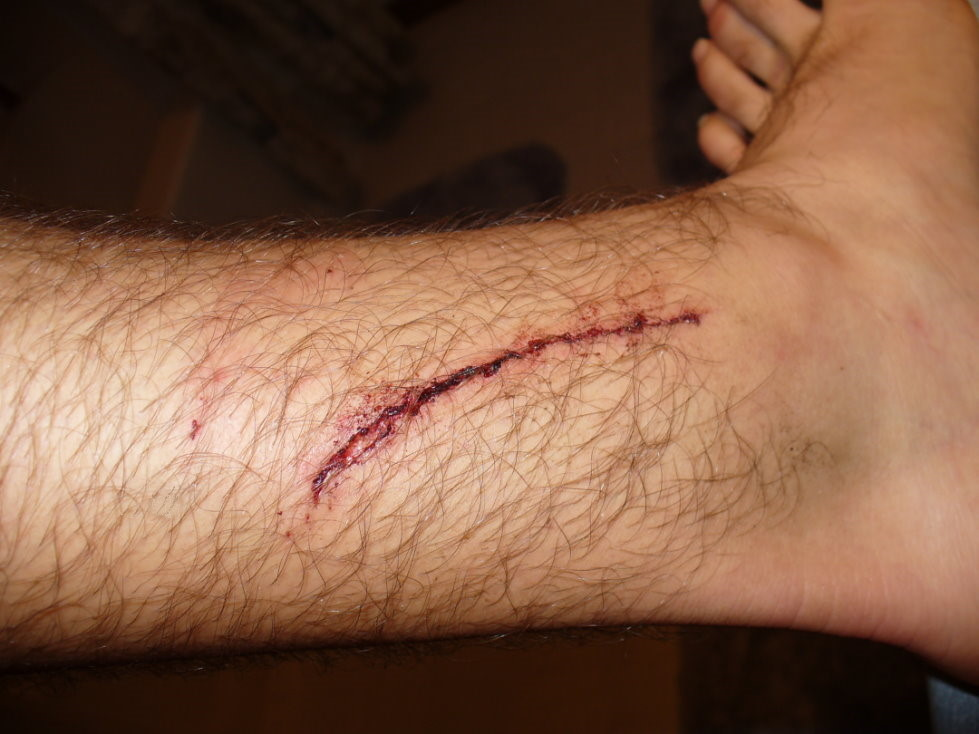
다리가 찢긴 모습
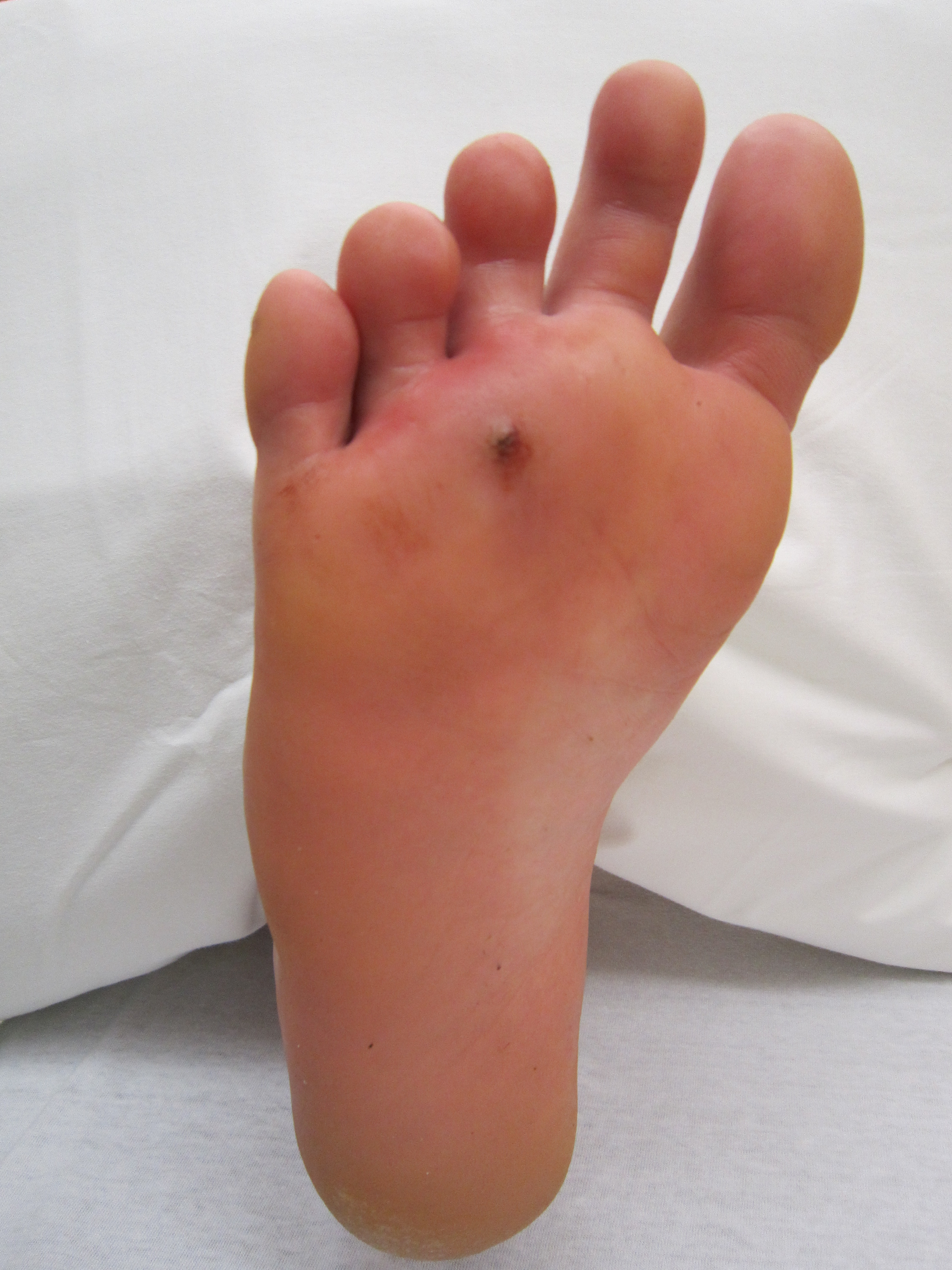
발바닥 아래에 구멍이 나서 병균에 감염된 상처 부위
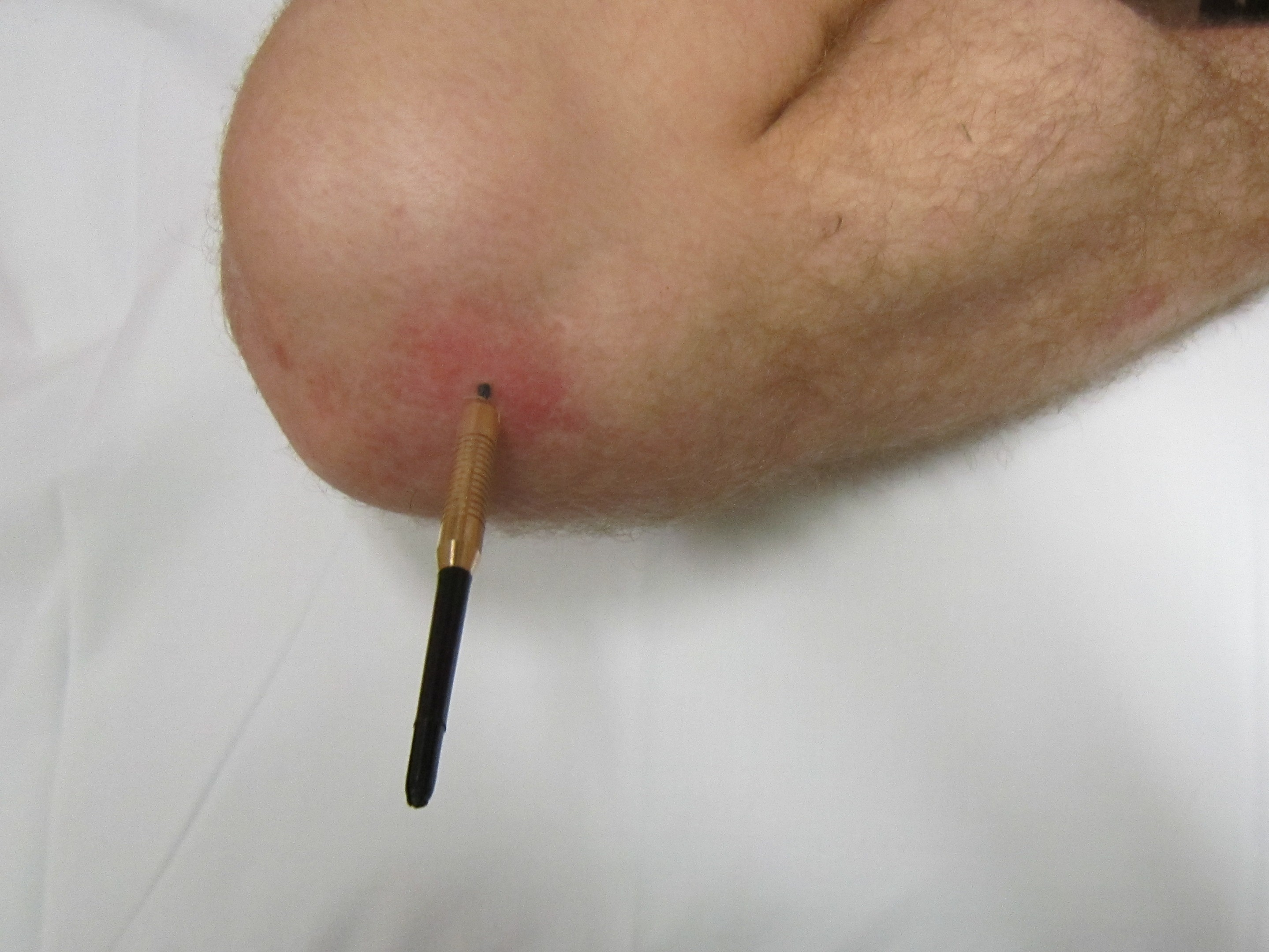
쇠살에 박힌 상처 부위

## 같이 보기
- 흉터
- 켈로이드